# Šumni pod
Šumni pod (eng. noise floor), razina ili amplituda koja predstavlja količinu pozadinske buke nazočne u signalu. Pozadinska buka diže šumni pod i sprječava prijam tiših signala (one ispod šumnoga poda). Neželjena povremena buka poput kašljanja u gledalištu smatra se šumom, ali ne pridonosi šumnomu podu.